# Чернядьев, Алексей Алексеевич
Алексе́й Алексе́евич Черня́дьев (род. 29 декабря 1989 года, Воркута, Коми АССР , РСФСР, СССР) — российский  хоккеист, выступавший за клубы главных хоккейных лиг Украины и Польши.

## Биография
Родился в 1989 году в Воркуте. Воспитанник ДЮСШ Кирово-Чепецк хоккейного клуба «Олимпия». Начал игровую карьеру в клубах Первой российской лиги в 2006 году, представляя «Олимпию-2», затем в 2007—2009 годах ХК «Белгород-2» и в 2009—2011 «Металлург» Медногорск.
В первом сезоне украинской профессиональной хоккейной лиги играл в составе «Винницких Гайдамаков», после чего вернулся в Российскую хоккейную лигу, в состав новоуральского «Кедра».
Пропустив сезон 2014/2015, в сезоне 2015/2016 выступал в Польской хоккейной лиге в представляющем город Сосновец клубе «Заглембе», после чего завершил игровую карьеру.
Игрок сборной Северного флота. В настоящее время тренер женской и мужских сборных команд «Окрылённые».